# Mussonena campbelli
Mussonena campbelli är en snäckart som beskrevs av Tom Iredale 1938. Mussonena campbelli ingår i släktet Mussonena och familjen Camaenidae. IUCN kategoriserar arten globalt som sårbar. Inga underarter finns listade i Catalogue of Life.